# Mitchell Anderson
Mitchell Anderson est un acteur américain né le 21 août 1961 à Jamestown dans l'État de New York.

## Filmographie
- 1965 : Days of Our Lives (série télévisée)
- 1985 : Hill Street Blues (série télévisée) : Mitch Carey
- 1985 : Riptide (série télévisée) : Chris 'Spud' Miller
- 1985 : Crazy Like a Fox (série télévisée)
- 1985 : Cagney & Lacey (série télévisée) : Teenager
- 1986 : Cap sur les étoiles (SpaceCamp) d'Harry Winer : Banning
- 1986 : Intimate Encounters (téléfilm) : Sean
- 1987 : Highway to Heaven (série télévisée) : Danny Briggs
- 1987 : Deadly Nightmares (série télévisée) : Butchie
- 1987 : 21 Jump Street (série télévisée) : Scott Crowe
- 1987 : Les Dents de la mer 4 : Sean Brody
- 1987 : Jake and the Fatman (série télévisée) : Peter Brock
- 1987 : Student Exchange (téléfilm) : Rod
- 1988 : One Fine Night (court métrage) : Michael
- 1988 : Deadly Dreams : Alex Torme
- 1988 : Goodbye, Miss 4th of July (téléfilm) : Henderson Kerr
- 1988 : It's Cool to Care (court métrage)
- 1989 : The Karen Carpenter Story (téléfilm) : Richard Carpenter
- 1989 : The Comeback (téléfilm) : Bo
- 1989 : Dans la chaleur de la nuit (In the Heat of the Night) (série télévisée) : Bobby Skinner
- 1990 : Back to Hannibal: The Return of Tom Sawyer and Huckleberry Finn (téléfilm) : Huckleberry Finn
- 1989-1991 : Docteur Doogie (série télévisée) : Dr. Jack McGuire
- 1991 : All-American Murder : Doug Sawyer
- 1993 : Jack's Place (série télévisée) : Peter Halleran
- 1993 : Melrose Place (série télévisée) : Rex Weldon
- 1994 : Matlock (série télévisée) : Ryland Hayward
- 1994 : Is There Life Out There? (téléfilm) : Joshua
- 1995 : The Midwife's Tale : Sir Giles
- 1998 : Relax... It's Just Sex : Vincey Sauris
- 1999 : Taking the Plunge (court métrage)
- 2000 : If These Walls Could Talk 2 (téléfilm)
- 2000 : Popular (série télévisée) : Mr. Bennett
- 1994-2000 : La Vie à cinq (série télévisée) : Ross Werkman
- 2000 : Beggars and Choosers (série télévisée) : Jason
- 2002 : The Last Place on Earth : Ken
- 2017 : After Forever (série télévisée) : Jason